# 門徒宗一味派
門徒宗一味派（もんとしゅういちみは）は、北海道北見市にかつて存在した浄土真宗の一派。初代管長(代表役員)は末澤一鸞。

## 沿革
末澤一鸞が属していた真宗興正派から独立し、設立した浄土真宗の一派である。1949年(昭和24年)7月18日に法人登記をし、1954年(昭和29年)2月25日に認証を受けた。
宗教年鑑によると1976年(昭和51年)頃から1996年(平成8年)頃にかけて代表役員が末澤睦麿に変わっているが1999年(平成9年)頃より再び末澤一鸞に戻っている。
2006年に解散が確認されている。ただし法人としては解散しているが、現在でも沖縄に先述の末澤睦麿が住職を務める琉球山那覇本願寺という門徒宗一味派の寺院が存在し、那覇市の識名霊園に阿弥陀堂が存在する。

## 概要
本山　本願寺(通称：門徒の本願寺)
本尊　阿弥陀如来
設立時の所在地　北海道北見市上常呂市街地3番地
最後に確認された所在地　北海道北見市上ところ118
※現在同地には真宗興正派の大真寺が存在する。